# Смешанная сборная Андорры по кёрлингу
Смешанная сборная Андорры по кёрлингу — смешанная национальная сборная команда (составленная из двух мужчин и двух женщин), представляет Андорру на международных соревнованиях по кёрлингу. Управляющей организацией выступает Ассоциация кёрлинга Андорры (кат. Associació Andorrana de Curling, англ. Andorra Curling Association).

## Результаты выступлений

### Чемпионаты мира
| Год       | И              | В              | П              | М              | Состав (скипы выделены) | Состав (скипы выделены) | Состав (скипы выделены) | Состав (скипы выделены) | Состав (скипы выделены) |
| Год       | И              | В              | П              | М              | Четвёртый               | Третий                  | Второй                  | Первый                  | Тренер                  |
| --------- | -------------- | -------------- | -------------- | -------------- | ----------------------- | ----------------------- | ----------------------- | ----------------------- | ----------------------- |
| 2015      | не участвовали | не участвовали | не участвовали | не участвовали | не участвовали          | не участвовали          | не участвовали          | не участвовали          | не участвовали          |
| 2016      | 7              | 1              | 6              | 35             | Josep Garcia            | Ana Arce (в/с)          | Josep Duro              | Anna Arias              |                         |
| 2017—2018 | не участвовали | не участвовали | не участвовали | не участвовали | не участвовали          | не участвовали          | не участвовали          | не участвовали          | не участвовали          |
| 2019      | 7              | 0              | 7              | 39             | Josep Garcia            | Ana Arce                | Valentin Ortiz          | Lisa Anne Fowler        |                         |

### Чемпионаты Европы
| Год       | Игры           | Победы         | Поражения      | Место          |
| --------- | -------------- | -------------- | -------------- | -------------- |
| 2005      | 4              | 0              | 4              | 23             |
| 2006—2014 | не участвовали | не участвовали | не участвовали | не участвовали |

(данные отсюда:)